# Os Reis de Dogtown
Lords of Dogtown (prt/bra: Os Reis de Dogtown) é um filme estadunidense de 2005, dirigido por Catherine Hardwicke e escrito por Stacy Peralta. O longa-metragem tem como base a história dos Z-Boys, um influente grupo de skateboaders que revolucionaram o esporte.
Catherine Hardwicke, que fez sua estreia como diretora com o filme Thirteen, mostra como um grupo de jovens surfistas revolucionou o skate nos anos 70. Baseado no documentário Dogtown and Z-Boys, e com uma trilha sonora que vai do glam rock ao punk, Hardwick recria a saga dos reis de Dogtown: Tony Alva, Jay Adams e Stacy Peralta, que se tornaram as primeiras estrelas do skate. Tony Hawk também faz uma ponta. O filme é dedicado à memória do comediante Mitch Hedberg, que aparece no filme, mas morreu antes do filme ser lançado.
O filme tem uma relação estreita com Thrashin', de 1986 clássico original de skate culto, dirigido por David Winters, onde Catherine Hardwicke começou sua carreira no cinema como desenhista de produção e teve a oportunidade de trabalhar com muitos skatistas famosos como Tony Alva, Tony Hawk, Christian Hosoi e Steve Caballero.

## Elenco
- Heath Ledger - Skip
- Emile Hirsch - Jay Adams
- Victor Rasuk - Tony Alva
- John Robinson - Stacy Peralta
- Rebecca De Mornay - Philaine
- William Mapother - Donnie
- Julio Oscar Mechoso - Sr. Alva
- Nikki Reed - Kathy Alva
- Vincent Laresca - Chino
- Brian Zarate - Montoya
- Pablo Schreiber - Stecyk
- Elden Henson - Billy Z
- Michael Angarano - Sid
- Benjamin Nurick - Browser
- Stephanie Limb - Peggy Oki
- Mike Ogas - Bob Biniak
- Cheyne Magnusson - Jim Muir
- Don Nguyen - Shogo
- Alexis Arquette - Travesti (Tranny)
- Laura Ramsey - Gabrielle
- Sarah Cartwright - Vickie
- Stacy Peralta - Diretor de TV
- Tony Hawk - Astronauta
- Johnny Knoxville - Topper Burks
- Sofia Vergara - Amelia

## Lançamento
Lords de Dogtown foi o primeiro filme a ser lançado pelos dois Columbia Pictures e TriStar Pictures, ambos de marca registrada pela Sony Pictures Entertainment, e às vezes são referidos como Columbia TriStar Pictures.

## Recepção
Interpretação de Skip Engblom de Ledger foi aplaudido por seu realismo e é considerado um dos principais destaques do filme. Joe Donnoly, que conhecia Engblom, ficou impressionado com a atenção de Ledger ao detalhe, dizendo: "Ele é quase assustador em quão precisamente ele pregou não só os maneirismos, cadência e presença física de Skip... mas também como ele levanta o espírito de Skip, que é o coração e alma, e mais o que é realmente grande em um não-totalmente-grande filme". 
Luke Davies do The Monthly admite como flamboyant o personagem é, mas diz que o filme é salvo por profundidade emocional de Ledger: "O desempenho constantemente navega perto de hammy - Engblom era, segundo todos os relatos, um personagem extravagante - mas é puxado para trás, a selvageria compensada por uma surpreendente profundidade de tristeza. Assim como em uma série de papéis de Ledger, uma espécie de sabedoria animal e melancolia existe lado a lado com a comédia desengonçada".
A. O. Scott do The New York Times, também destacou as performances de Ledger, afirmando: "Ir é sempre volátil, frequentemente bêbado e consistentemente a figura mais divertido no filme". Ele também elogiou o filme como um todo, afirmando: "Lords de Dogtown do início ao fim é praticamente uma explosão".
Lords of Dogtown detém actualmente uma classificação de "podre" de 55% sobre a revisão do site de cinema Rotten Tomatoes, com o consenso afirmando que "Lords of Dogtown, enquanto espertamente feito e editado, não tem o valor de profundidade e divertido do documentário muito superior na mesma assunto, Dogtown and Z-Boys".

## Prêmios e reconhecimento
A Central Ohio Film Critics Association nomeou Heath Ledger Ator do Ano para este filme.

## Trilha sonora
A trilha sonora oficial do filme (Lords of Dogtown: Music From the Motion Picture) conta com músicas de artistas como David Bowie, Cher, Jimi Hendrix, Iggy Pop, Deep Purple, Rod Stewart, Black Sabbath, Budgie, Alice Cooper, Nazareth entre outros.